# Preston King
Preston King, född 14 oktober 1806 i Ogdensburg, New York, död 12 november 1865 i New York, var en amerikansk politiker.
Han inledde sin karriär som advokat i St. Lawrence County. Han var postmästare i Ogdensburg 1831-1834. Han inledde sin politiska karriär i Demokratiska partiet. Han var ledamot av USA:s representanthus 1843-1847 och 1849-1853, de första fyra åren som demokrat; när han kom tillbaka till representanthuset, representerade han Free Soil Party. Han gick sedan med i det nya Republikanska partiet och var en republikansk ledamot av USA:s senat 1857-1863.
USA:s president Andrew Johnson utnämnde honom till administrativ chef (Collector) för Port of New York Authority (numera styrs hamnen av Port Authority of New York and New Jersey). King begick självmord genom att hoppa av en färja i New Yorks hamn med en väska full av kulor runt halsen. Hans grav finns på City Cemetery i Ogdensburg.